# Ierse parlementsverkiezingen 1954
De Ierse parlementsverkiezingen  1954 vonden plaats op 18 mei. De Dáil Éireann, het Ierse parlement, was eerder ontbonden op 27 april.

## Achtergrond
De verkiezingen waren nodig omdat de regerende Fianna Fáil haar meerderheid had verloren in het parlement doordat verschillende onafhankelijke parlementsleden hun steun opzegden. Premier Éamon de Valera schreef nieuwe verkiezingen uit. De partij legde in haar campagne vooral de nadruk op het belang van stabiliteit. Die zou niet kunnen worden geboden door een coalitieregering. 
De verschillende oppositiepartijen profiteerden echter van de slechte economie en de hoge werkloosheid. Daardoor was er veel onvrede over de zittende regering. Bij de verkiezingen verloor Fianna Fáil haar meerderheid in het parlement. Er werd een nieuwe regering gevormd door Fine Gael, de Labour-partij en Clann na Talmhan onder leiding van John A. Costello, de partijleider van Fine Gael.

## Uitslag
| Partij               | Stemmen   | %    | ±%    | zetels | verschil |
| -------------------- | --------- | ---- | ----- | ------ | -------- |
| Fianna Fáil          | 578.960   | 43,4 | ▼ 2,9 | 65     | ▼ 4      |
| Fine Gael            | 427.031   | 32,0 | ▲ 6,2 | 50     | ▲ 10     |
| Irish Labour Party   | 161.034   | 12,1 | ▲ 0,7 | 19     | ▲ 2      |
| Clann na Talmhan     | 51.069    | 3,8  | ▲ 0,9 | 5      | ▼ 1      |
| Clann na Poblachta   | 41.129    | 3,1  | ▼ 1,0 | 3      | ▲ 1      |
| Sinn Féin            | 1.990     | 0,1  | ▲ 0,1 | 0      | 0        |
| National Action      | 1.430     | 0,1  | ▲ 0,1 | 0      | 0        |
| Young Ireland        | 1.037     | 0,1  | ▲ 0,1 | 0      | 0        |
| Irish Workers League | 375       | 0,0  | 0     | 0      | 0        |
| Onafhankelijken      | 70.937    | 5,3  | ▼ 4,3 | 5      | ▼ 9      |
| Totaal               | 1.347.842 | 100% |       | 147    |          |